# William Dodd
Pour les articles homonymes, voir Dodd.
William Dodd, né le 29 mai 1729 à Bourne (Lincolnshire) et mort exécuté le 27 juin 1777 à Tyburn, est un écrivain britannique. 

## Biographie

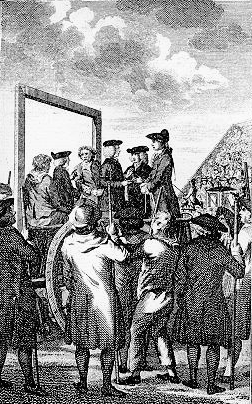
Pendaison de William Dodd

Précepteur du fils du comte de Chesterfield, il devint chapelain du roi en 1766. Mais, pour avoir fabriqué une lettre de change au nom du comte de Chesterfield, il est condamné à mort et pendu le 27 juin 1777. 

## Œuvres
- Beautés de Shakespeare, 2 vol., 1752
- Hymnes de Callimaque, en vers, 1755
- Sermons sur les paraboles et les miracles, 4 vol., 1758
- Explication familière des œuvres poétiques de Milton, 1762
- Poésies, 1765
- Commentaire sur la Bible, 3 vol., 1765
- Sermons sur les devoirs des grands, 1769
- Sermons aux jeunes gens, 3 vol., 1771
- Pensées en prison, 1781